# China Airlines
China Airlines (čínsky: 中華航空公司, pinyin: Zhōnghuá Hángkōng gōngsī, běžně zkracováno na: 華航) je vlajková letecká společnost Tchaj-wanu (oficiálně nazývaného Čínská republika) a zdejší největší aerolinie. Společnost byla založena 16. prosince 1959. První provozovaná linka byla zavedena v roce 1962. Firma sídlí v hlavním městě země, Tchaj-peji odkud létá z Letiště Tchaj-pej Sung-šan a z hlavního letiště Tchaj-wanu, Tchao-jüan. Třetí základnou je letiště ve městě Kao-siung. V roce 2010 se společnost stala členem aliance SkyTeam. Mezi sesterské společnosti patří nákladní China Airlines Cargo, dále Tigerair Taiwan a z 93 % vlastní Mandarin Airlines (stav k roku 2018).  
V roce 2016 společnost přepravila 14,7 milionů cestujících, v roce 2017 celkem 17 milionů. Společnost má rozsáhlou síť destinací v Asii, provozuje lety také do Severní Ameriky, Evropy či Austrálie.  

## Linka do Prahy
Mezi lety 2004 až 2019 společnost provozovala pravidelnou nákladní linku do Prahy svým Boeingem 747-400F, z Tchaj-peje přes Dubaj či Abú Zabí až do Lucemburku. Důvodem ukončení byl pokles poptávky, velká konkurence a vysoké provozní náklady.    
V roce 2020 společnost oznámila, že plánuje zřídit přímou linku mezi Prahou a Tchaj-pejí. Provoz na lince byl zahájen 18. července 2023. Spojení je provozováno 2× týdně (úterý a sobota/středa a neděle při odletu z Prahy) letadlem Airbus A350-900.

## Flotila

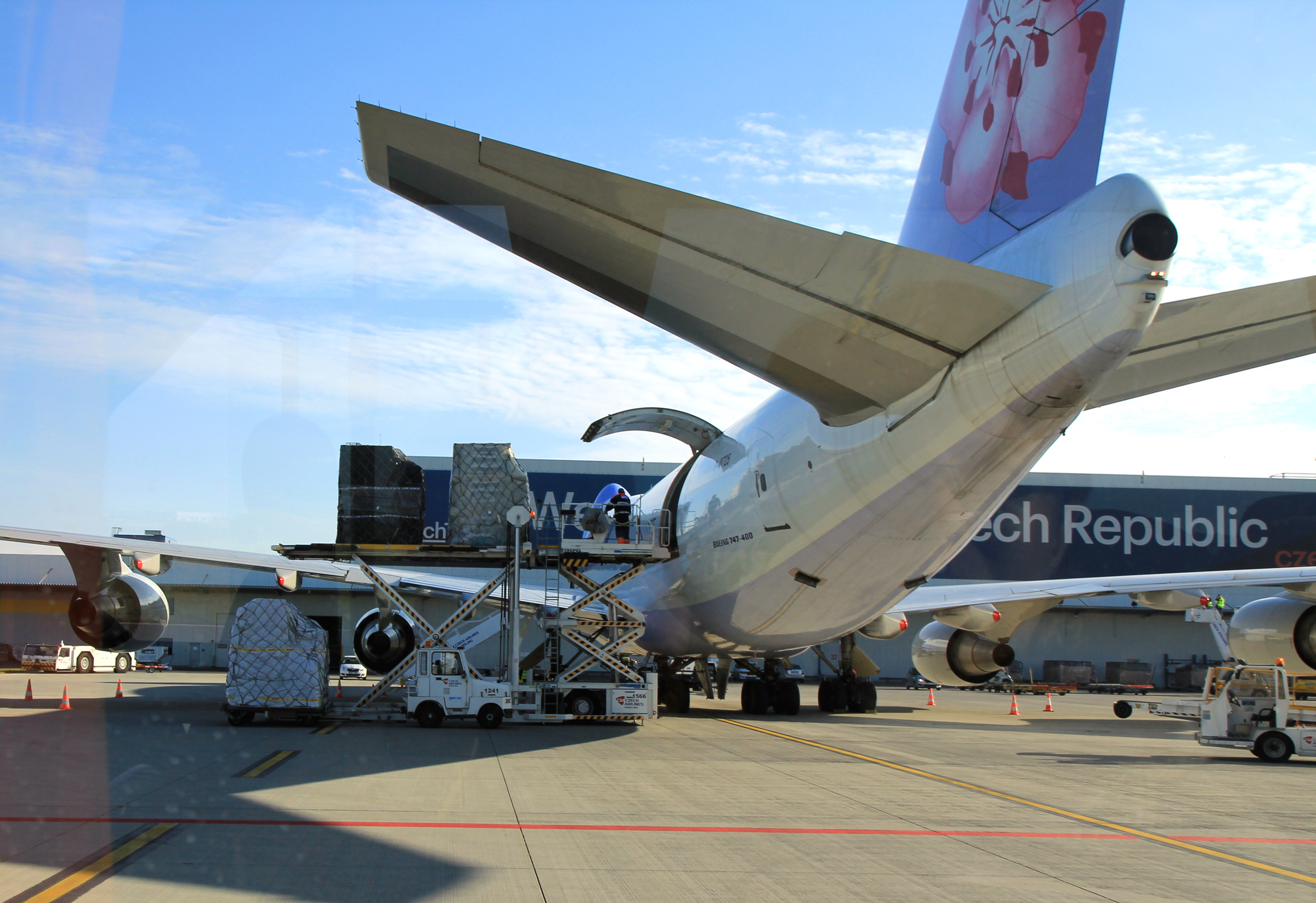
Vykládání nákladního Boeingu 747-400F na stojánce v Praze, 2015

V červenci roku 2018 společnost China Airlines provozovala celkem 87 letadel s průměrným stářím 8,5 let. Flotila stárne, například v roce 2008 bylo průměrné stáří letky 6 let.
| Letadlo         | Počet | Objednávky | Cestující      | Cestující      | Cestující      | Cestující      | Cestující      | Poznámky |
| Letadlo         | Počet | Objednávky | W              | C              | S              | Y              | Celkem         | Poznámky |
| --------------- | ----- | ---------- | -------------- | -------------- | -------------- | -------------- | -------------- | -------- |
| Airbus A330-300 | 24    | —          | 36             | —              | —              | 277            | 313            |          |
| Airbus A350-900 | 14    | —          | 32             | 31             | 36             | 207            | 306            |          |
| Boeing 737-800  | 18    | —          | 8              | —              | —              | 153            | 161            |          |
| Boeing 747-400  | 4     | —          | 12             | 49             | —              | 314            | 375            |          |
| Boeing 777-300  | 10    | —          | 40             | 62             | 30             | 226            | 358            |          |
| Boeing 747-400F | 18    | —          | Nákladní/Cargo | Nákladní/Cargo | Nákladní/Cargo | Nákladní/Cargo | Nákladní/Cargo |          |
| Celkem          | 84    | —          |                |                |                |                |                |          |

## Galerie

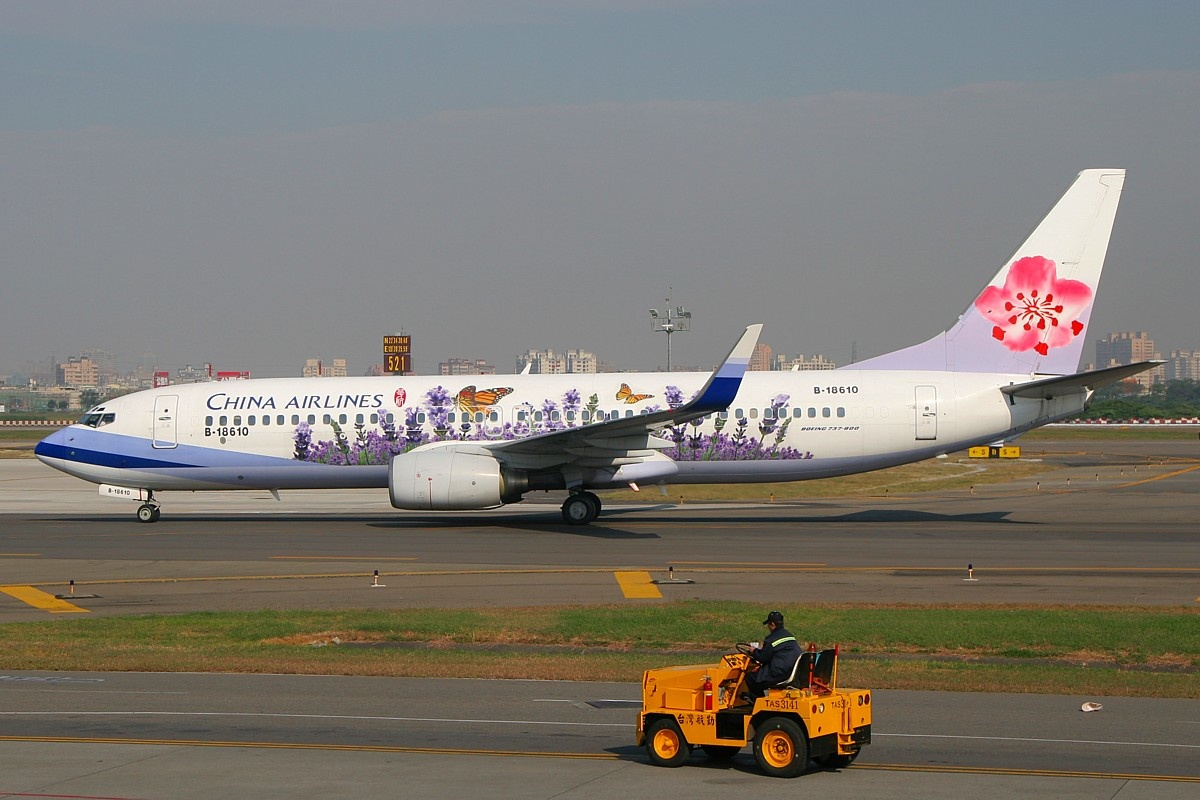
Boeing 737-800
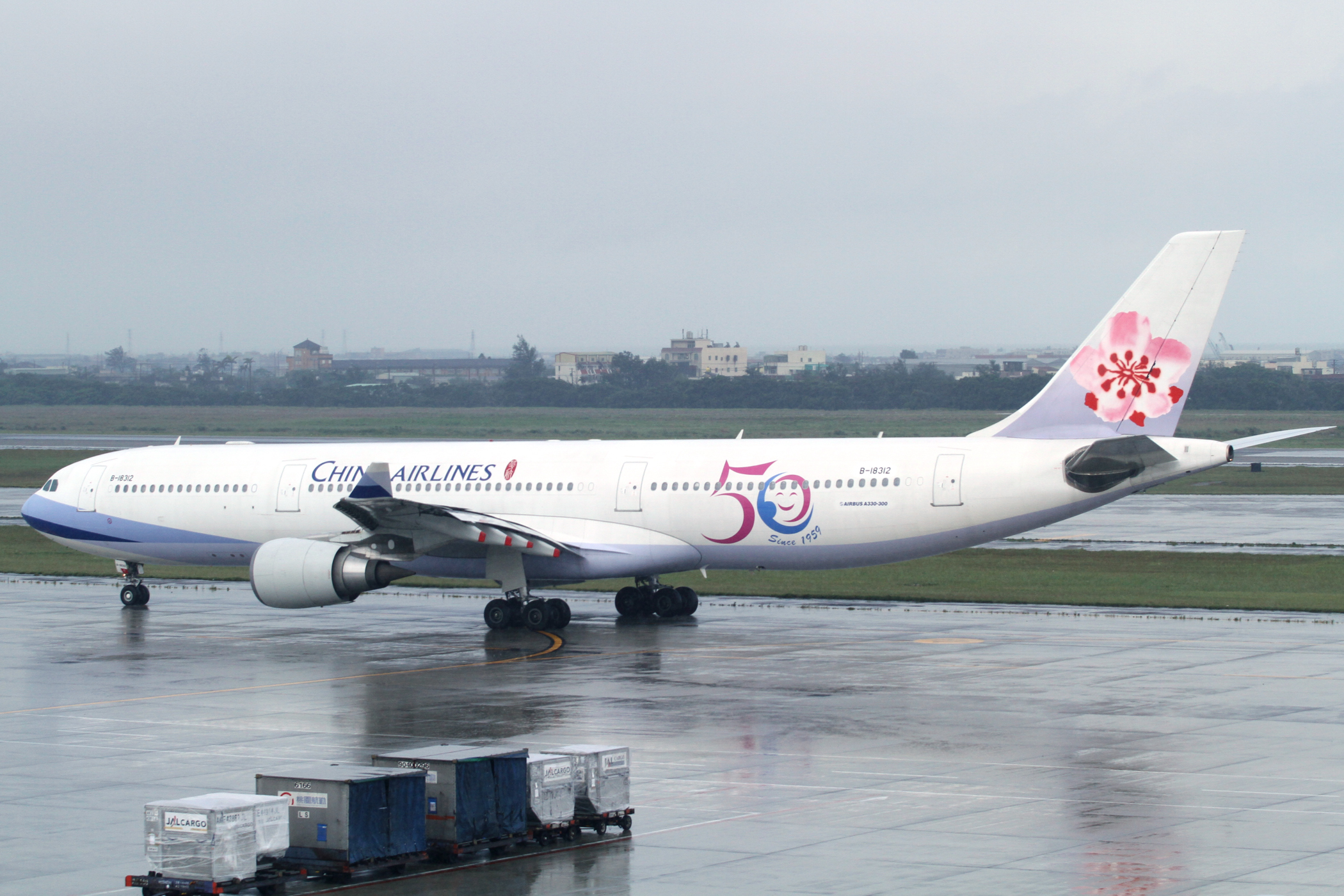
Airbus A330-300
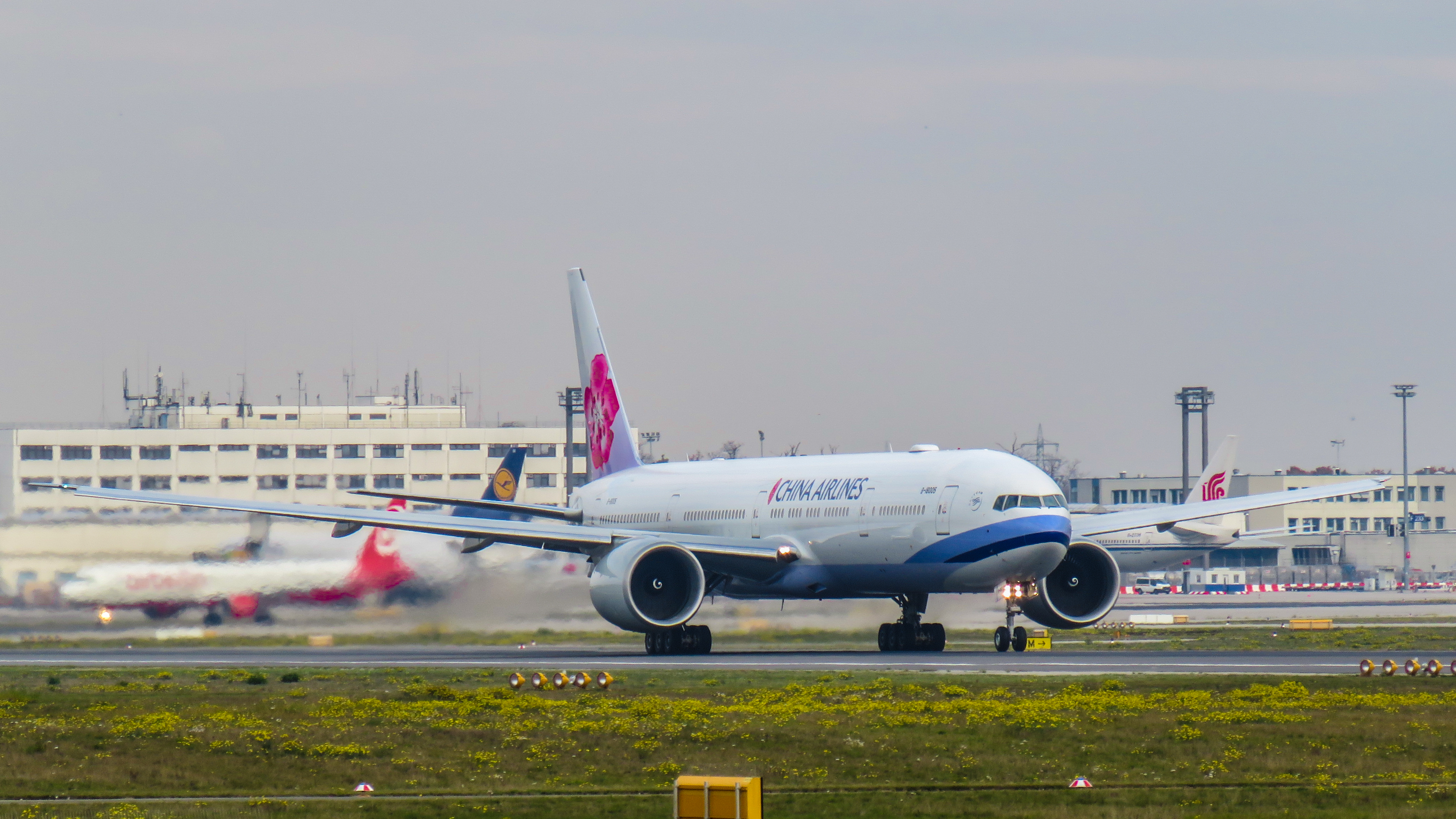
Boeing 777-300ER
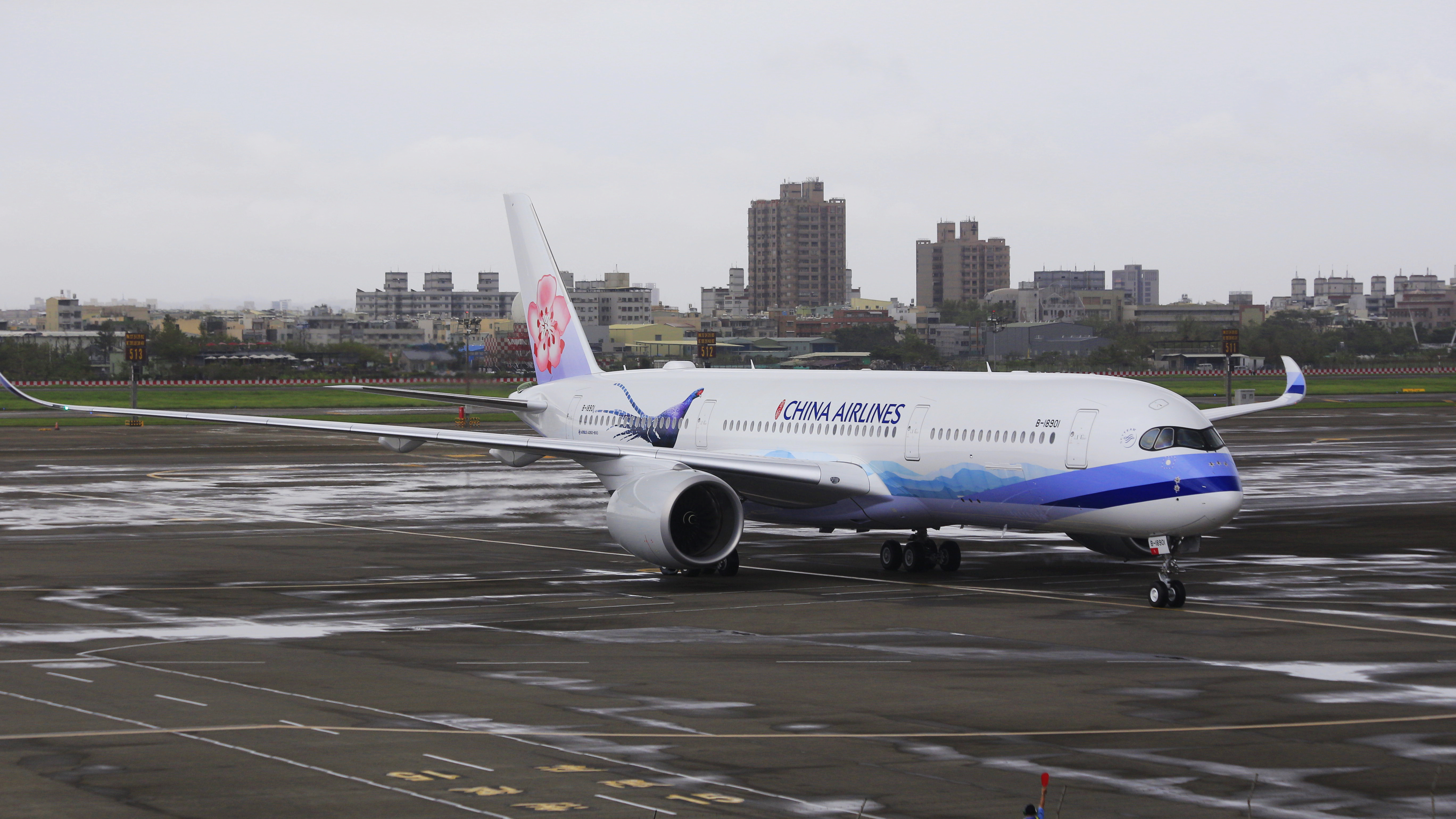
Airbus A350-900
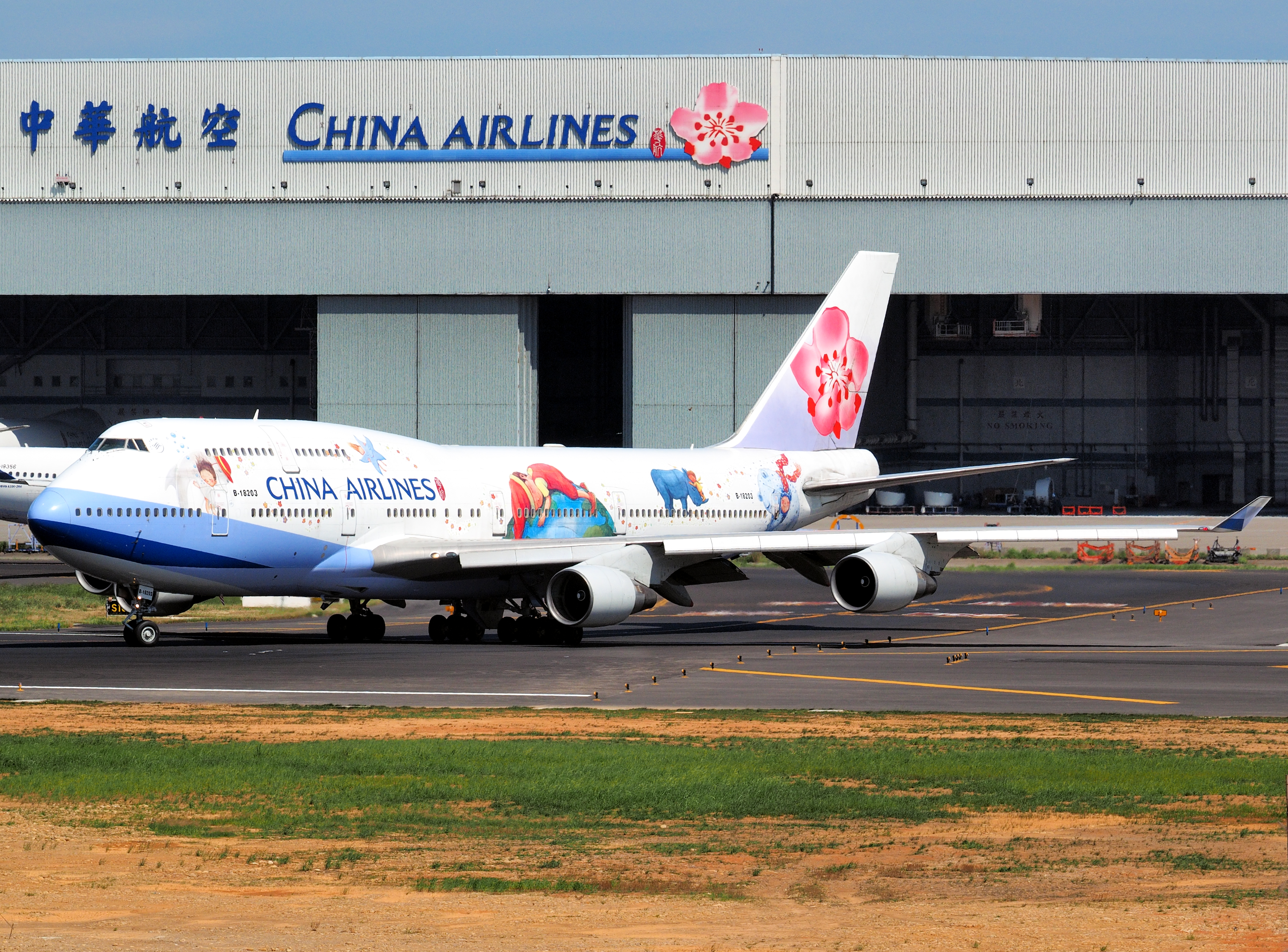
Boeing 747